# Otto van Egmond (1522-1586)

Wapen van Egmont van Kenenburg

Otto van Egmond van Meresteijn (ca. 1522-9 oktober, 1586) was een bestuurder in Holland ten tijde van de Opstand tegen Spanje. 
Adriaan van Egmond van Kenenburg, de vader van Otto, bekleedde de functie van luitenant-stadhouder van Holland, een belangrijke militaire positie in het graafschap Holland. Na de dood van zijn vader erfde Otto van Egmond in 1533 de Keenenburg. Hij trouwde in 1541 met Agnes Croesink, de dochter van Jacob Croesink, de heer van Benthuizen. Otto onderscheidde zich als bestuurder en was van 1544 tot 1586 een lid van de Staten van Holland. Hij werd regelmatig als diplomaat naar de Staten-Generaal in Brussel of in Gent gestuurd. Kort na de overdracht van de Nederlanden aan Filips II van Spanje werd hij in 1555 te Brussel tot ridder geslagen. In 1565 pleitte hij bij Margaretha van Parma tegen graanspeculatie, vanwege de dreiging van honger en opstand. Hoewel Otto van Egmond in 1566 het Smeekschrift der Edelen ondertekende, legde hij een jaar later de nieuwe eed van trouw af op Filips II. 
Toch werd hij vanaf 1572 een belangrijke figuur in de Opstand tegen Spanje, waarbij hij zijn huis in Den Haag en kasteel in Schipluiden verloor. Hij woonde tijdelijk in Delft en stak grote sommen geld in de oorlog. In 1574 was hij als hoogheemraad betrokken bij het onder water zetten van de polders in de aanloop naar het ontzet van Leiden. Hij werkte nauw samen met prins Willem van Oranje en tekende in 1577 de Pacificatie van Gent naast de zegel van de prins. Hoewel hij protestant werd, veroordeelde hij de geuzenplunderingen.
Na 1574 kon hij zijn kasteel in Schipluiden herstellen. In juni 1575 werd hij door de Staten van Holland benoemd tot registermeester van Holland. Vanwege zijn vriendschap met Willem van Oranje werd hij aangewezen om de derde echtgenote van de prins, Charlotte van Bourbon, te verwelkomen.
In 1583 voegde hij het grondgebied van Schipluiden en Maasland samen en werd er de eerste ambachtsheer. Naast het visrecht bezat hij er veel land. 
Na de moord op Willem van Oranje in 1584 regelde hij met een aantal andere Statenleden de begrafenis. Zijn zoon Jacob van Egmond had de eervolle taak om in de begrafenisstoet het familiewapen van de Prins te dragen.
Tot zijn dood bleef Otto van Egmond lid van de ridderschap en registermeester van Holland. 
Zijn vrouw, Agnes Croesink, stierf op 22 september 1585 en werd in de Grote Kerk te Den Haag begraven. Otto van Egmond stierf een jaar later. Hun zoon Jacob van Egmond (1545-1618) liet een grafkelder maken in de kerk van Schipluiden waar hun kisten werden bijgezet.

## Wetenswaardigheden
- Otto en graaf Lamoraal van Egmond hadden dezelfde voorvader Wouter van Egmont.[2]
- Vanaf 1533 beheerde Otto van Egmond de tienden rond Schipluiden en bezat hij het schoutambacht van St. Maartensrecht, het rechtsgebied waarin het kasteel Keenenburg stond.
- Sinds 1547 was hij hoogheemraad van Delfland. Hij bleef als een van de weinigen tijdens de opstand op zijn post